# Повітряні сили Туреччини
Повітряні сили Туреччини (тур. Türk Hava Kuvvetleri) — один з видів збройних сил Турецької Республіки.
ВПС Туреччини були засновані в 1911 році, проте практично припинили існування після Першої світової війни і в 1920-і роки відтворювалися заново. До 1940 року Туреччина мала найбільші ВПС в регіоні Близького Сходу і Балканського півострова. Турецькі військово-повітряні сили брали участь у вторгненні на Кіпр (1974), у військових операціях на Балканах в 1990-і роки, а також періодично залучаються до військових дій всередині країни.

## Структура
Станом на 2009 рік ВПС Туреччини організаційно включають
- Штаб (Анкара)
- 1 тактичне авіаційне командування (ТАК) (Ескішехір)
  - 1 авіаційна база (АвБ) (Ескішехір)
  - 4 АвБ (Акинджі)
  - 6 АвБ (Бандирма)
  - 9 АвБ (Баликесір)
  - 15 база ЗУР «Найк-Геркулес» (Алемдар)
- 2 ТАК (Діярбакир)
  - 5 АвБ (Мерзифон)
  - 7 АвБ (Ерхач)
  - 8 АвБ (Діярбакир)
- 10 окрема АвБ літаків-заправників (Інджирлік)
- 11 окрема транспортна АвБ (Енимахалле)
- 12 окрема транспортна АвБ (Еркілет)
- Навчальне авіаційне командування (Ізмір)
  - 2 навчальна авіаескадрилія (Чигли)
  - 3 навчальна авіаескадрилія (Конья)
  - Училище ВВС «Хава харп Окулов» (Стамбул)
  - Училище служб ВВС і навчальний центр (Ізмір)
  - Навчальний центр ППО (Сиврихисар)
- Командування тилу (Анкара)

## Пункти базування
Основні авіаційні бази:
- Бешикташ, спільне базування в аеропорту ім. Ататюрка
- Баликесір
- Діярбакир
- Ізмір
- Інджирлік
- Кайсері
- Конья
- Чигли
- Чорлу
- Ерхач
- Ескішехір

Всього на території Туреччини є 34 аеродроми з штучними злітно-посадочними смугами.

## Бойовий склад
Станом на 2009 рік: чисельність особового складу — 60 тис. чол.
Бойова авіація — 21 ескадрилья:
- Винищувально-бомбардувальних — 8
- Винищувальні ППО — 7
- Розвідувальні — 2
- Навчально-бойові — 4.

Допоміжна авіація — 11 ескадрилей:
- Транспортні — 5
- Навчальні — 5
- Транспортно-заправні — 1.

## Техніка і озброєння
| Модель літака/Тип          | Фото          | Країна походження            | Призначення                                   | Варіації                                | Кількість     | Примітки |
| Бойові літаки              | Бойові літаки | Бойові літаки                | Бойові літаки                                 | Бойові літаки                           | Бойові літаки | Бойові літаки |
| -------------------------- | ------------- | ---------------------------- | --------------------------------------------- | --------------------------------------- | ------------- | --- |
| F-5                        |               | Канада                       | багатоцільовий винищувач навчальний винищувач | Canadair NF-5A Canadair NF-5B           | 26 15         | Американський літак F-5 по ліцензії виготовлявся в Канаді |
| F-4 Phantom II             |               | Туреччина                    | багатоцільовий винищувач                      | F-4E Phantom II                         | 48            | Американський літак F-4E Phantom II по ліцензії виготовлявся в Туреччині |
| F-16                       |               | Туреччина                    | багатоцільовий винищувач навчальний винищувач | Tusas F-16C Tusas F-16D                 | 196 44        | Американський літак F-16 по ліцензії виготовлявся в Туреччині |
| TAI Kaan                   |               | Туреччина                    | Винищувач                                     | Kaan Block MMU Kaan Block I             |               | Перед турецькими розробниками поставлена мета створити бойовий літак, який матиме малу радіолокаційну помітність і високу маневреність. Він матиме сучасну оптично-електронну локаційну систему та бортову РЛС. Виробництво трьох прототипів MMU Block планують завершити до кінця 2026 року та один прототип Block I – до 2029 року. https://mil.in.ua/uk/news/ukrayina-planuye-zakupovuvaty-turetski-vynyshhuvachi-kaan-ukrayinskyj-posol-u-turechchyni/ |
| Транспортні літаки         |               |                              |                                               |                                         |               | |
| Boeing KC-135 Stratotanker |               | США                          | літак-паливозаправник                         | Boeing KC-135R                          | 7             | |
| Boeing 737                 |               | США                          | транспортний літак адміністративний літак     | Boeing 737—700 Boeing 737-700BBJ        | 1 1           | |
| Lockheed C-130 Hercules    |               | США                          | транспортний літак                            | C-130B Hercules C-130E Hercules         | 9 11          | |
| Transall C-160             |               | Франція/ Німеччина           | транспортний літак                            |                                         | 20            | |
| CASA CN-235                |               | Іспанія/ Туреччина           | транспортний літак                            | CASA CN-235 Tusas CN-235M               | 60            | Іспанський літак CASA CN-235 по ліцензії виготовлявся в Туреччині |
| Airbus A400M Atlas         |               | Європейський Союз/ Туреччина | стратегічний транспортний літак               |                                         | 10            | |
| Cessna 650 Citation VII    |               | США                          | адміністративний літак                        |                                         | 2             | |
| Cessna Citation II         |               | США                          | адміністративний літак                        |                                         | 2             | |
| Gulfstream IV              |               | США                          | адміністративний літак                        |                                         | 3             | |
| Raytheon 200               |               | США                          | адміністративний літак                        |                                         | 6             | |
| Навчальні літаки           |               |                              |                                               |                                         |               | |
| Cessna T-37                |               | США                          | навчально-тренувальний навчально-бойовий      | Cessna T-37B Cessna T-37C               | 20 35         | |
| Cessna T-41                |               | США                          | навчально-тренувальний                        | Cessna T-41D                            | 24            | |
| Northrop T-38 Talon        |               | США                          | навчально-тренувальний                        | Northrop T-38 Talon                     | 68            | |
| SIAI-Marchetti SF.260      |               | Італія                       | навчально-тренувальний                        | SIAI-Marchetti SF.260D                  | 38            | |
| Socata TB series           |               | Франція                      | навчально-тренувальний                        | Socata TB.20                            | 7             | |
| Вертольоти                 |               |                              |                                               |                                         |               | |
| Bell UH-1 Iroquois         |               | США                          | багатоцільовий вертоліт                       | Bell Helicopter Textron UH-1H           | 15            | |
| Sikorsky S-70              |               | США                          | Транспортний вертоліт                         | T-70                                    | 1             | 5 на замовлення[джерело?] За ліцензією виготовлено TAI. |
| Eurocopter AS 532          |               | Франція                      | багатоцільовий вертоліт транспортний вертоліт | Eurocopter AS.532AL Eurocopter AS.532UL | 6 14          | |
| T-129 ATAK                 |               | Італія/ Туреччина            | ударний вертоліт                              |                                         | 60            | |
| Системи ППО                |               |                              |                                               |                                         |               | |
| MIM-14 Nike-Hercules       |               | США                          | ЗРК середньої дальності                       |                                         | 72            | |
| «Rapier»                   |               | Велика Британія              | ЗРК ближньої дальності                        |                                         | 84            | |

## Розпізнавальні знаки

Розпізнавальний знак ВПС Туреччини
Знак на кіль

## Галерея

БезпілотникБезпілотник
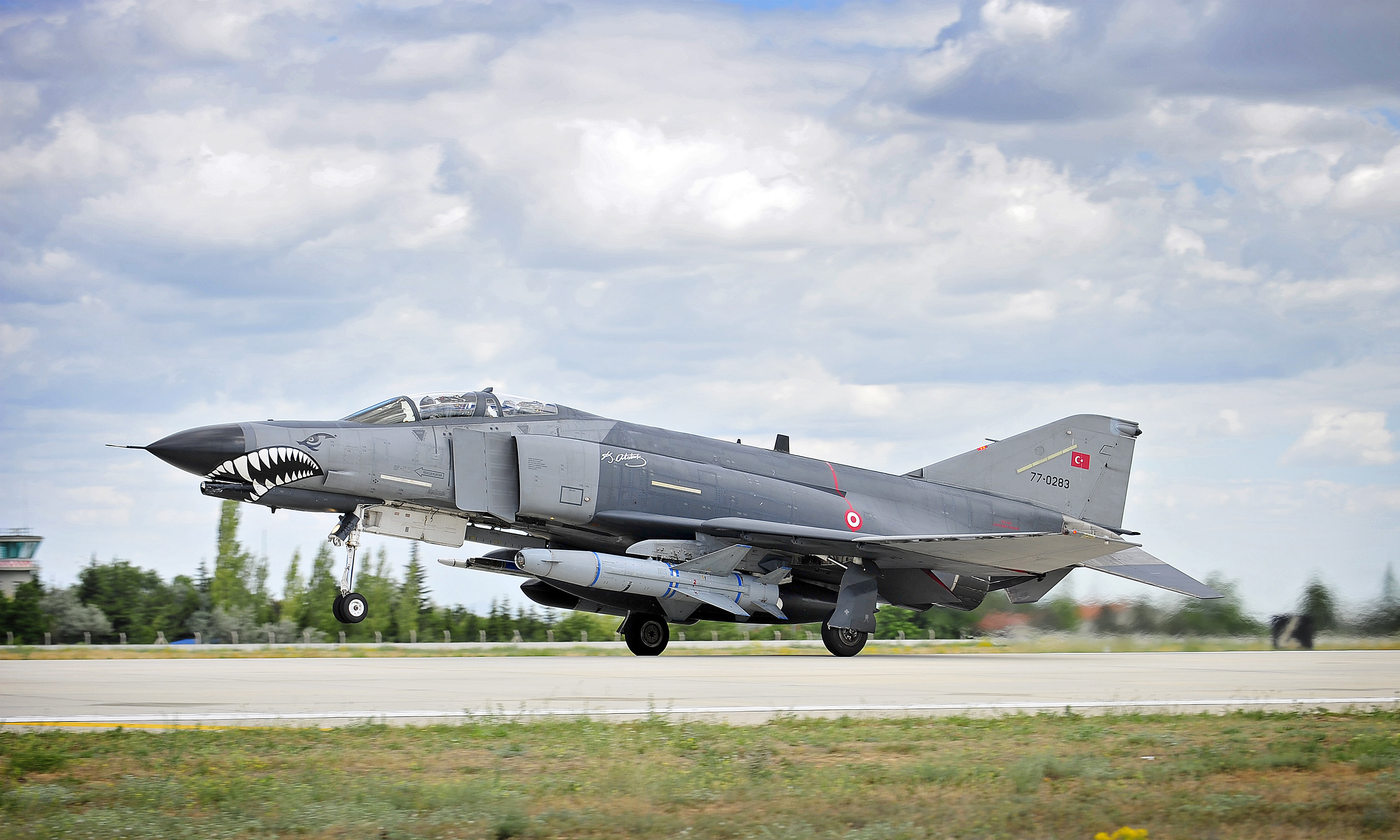
F-4E
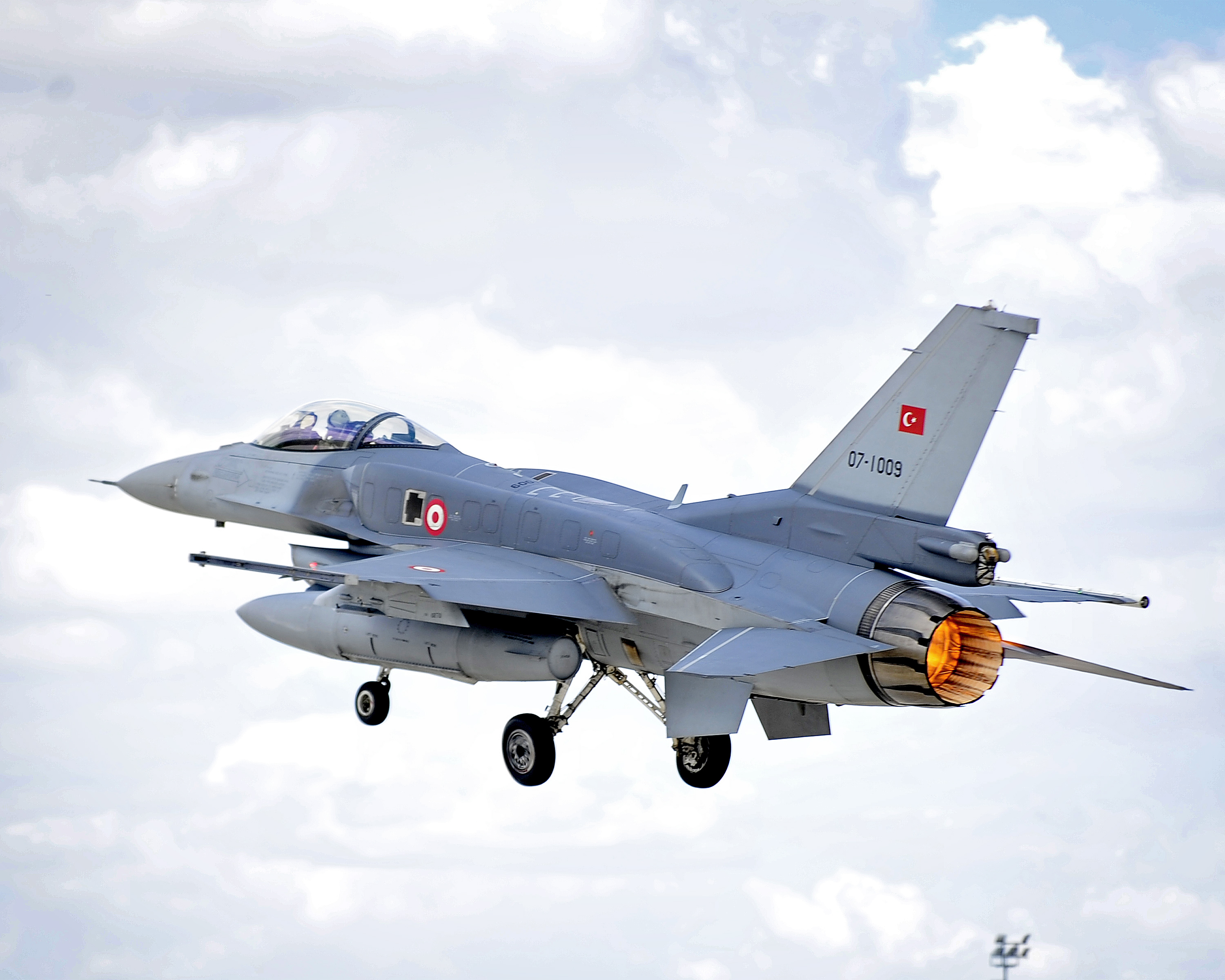
F-16C
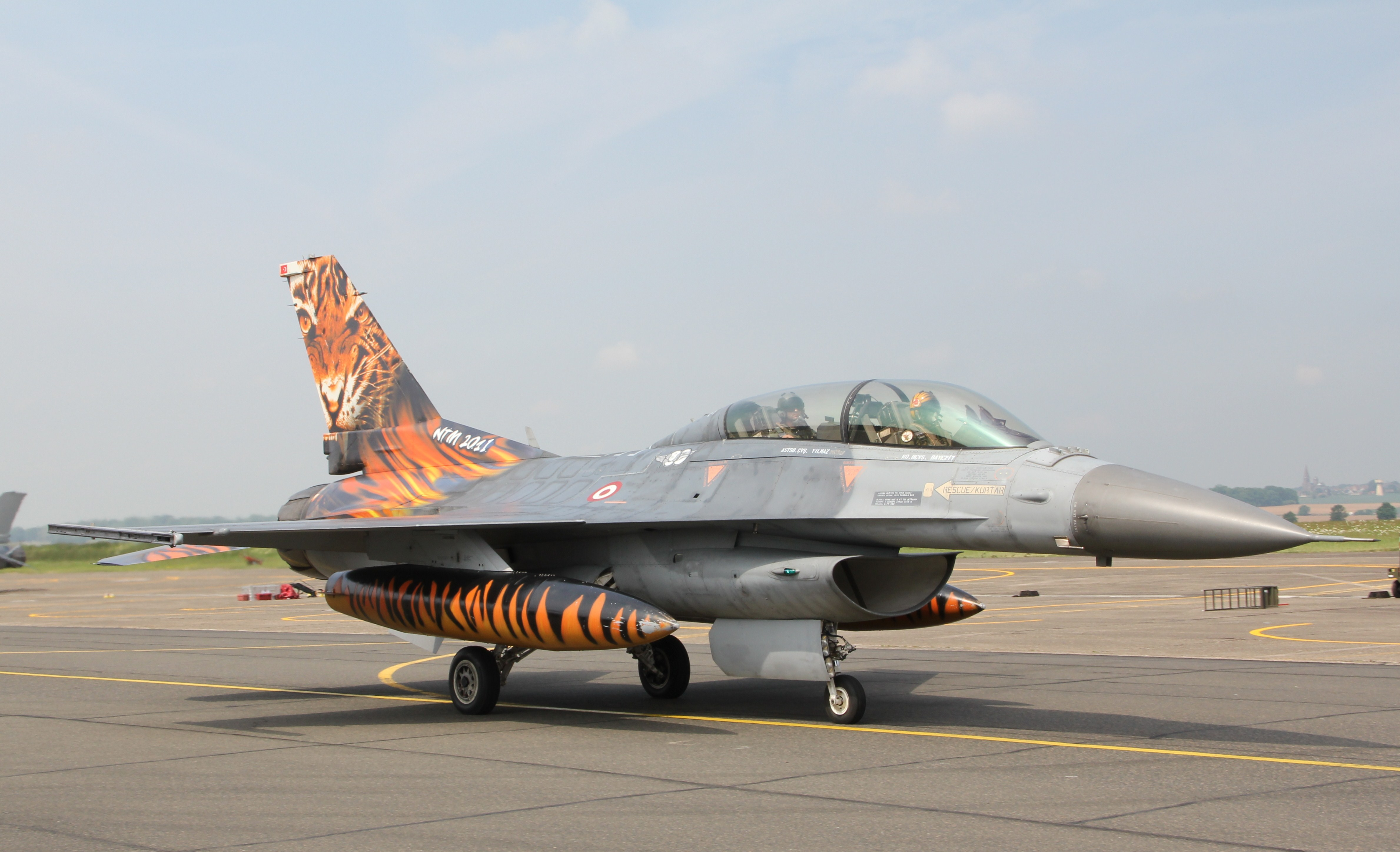
F-16DJ
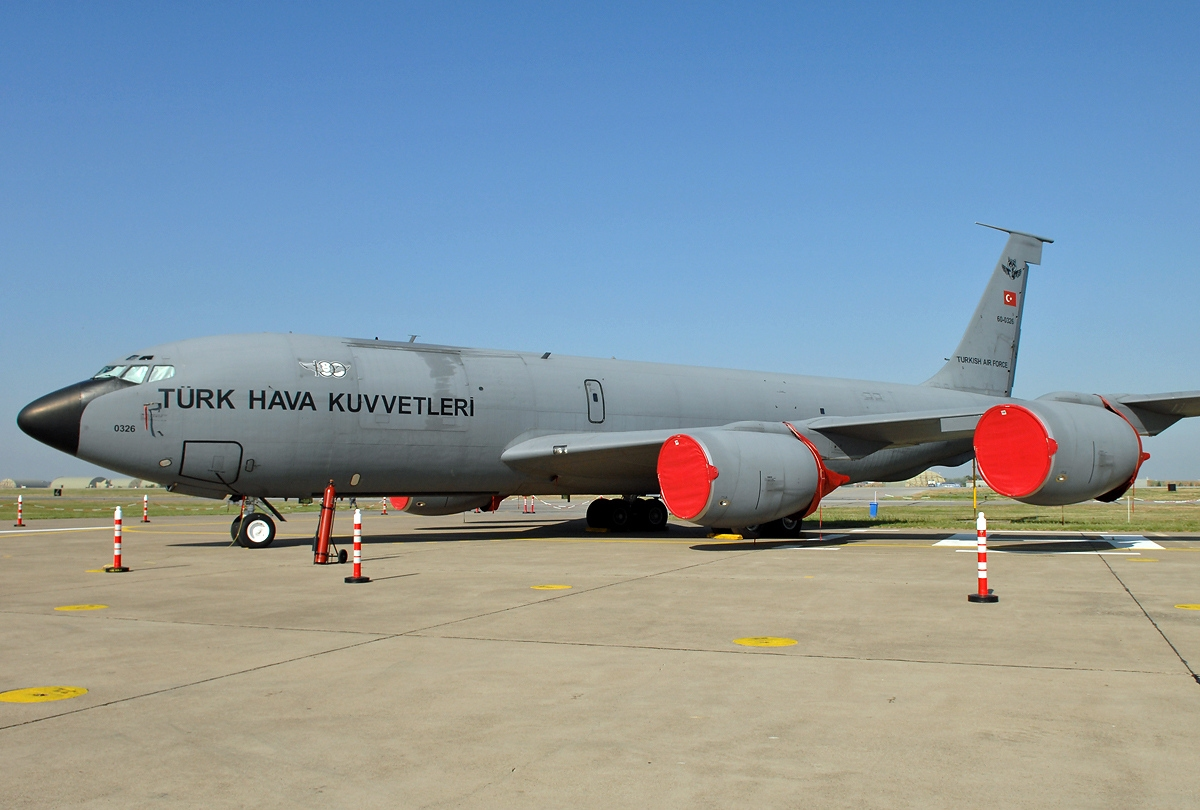
Boeing KC-135R Stratotanker
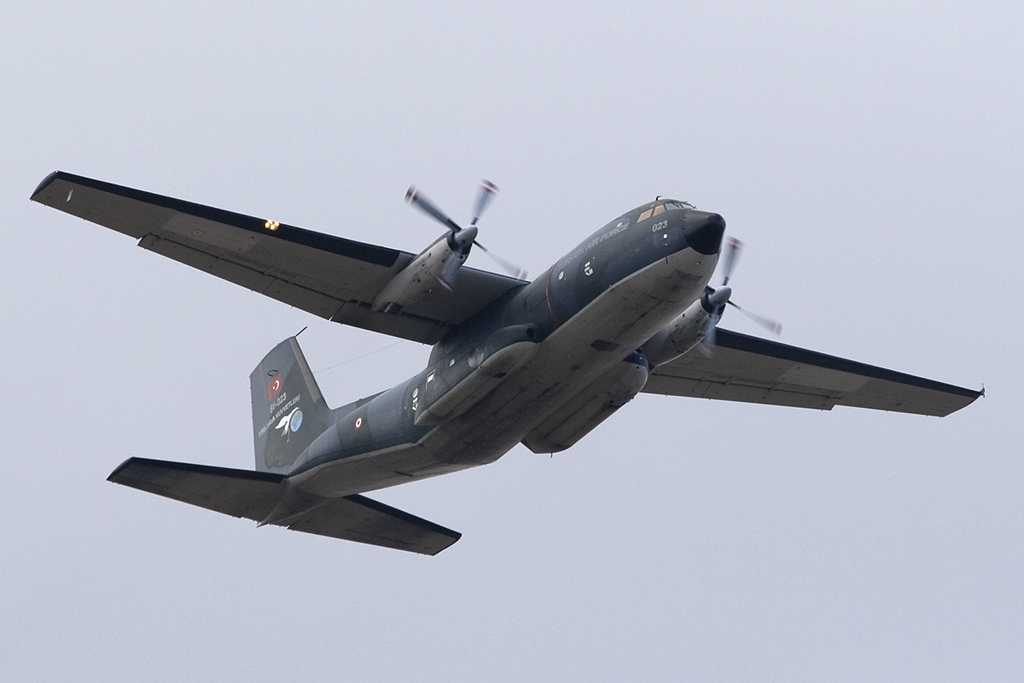
C-160D
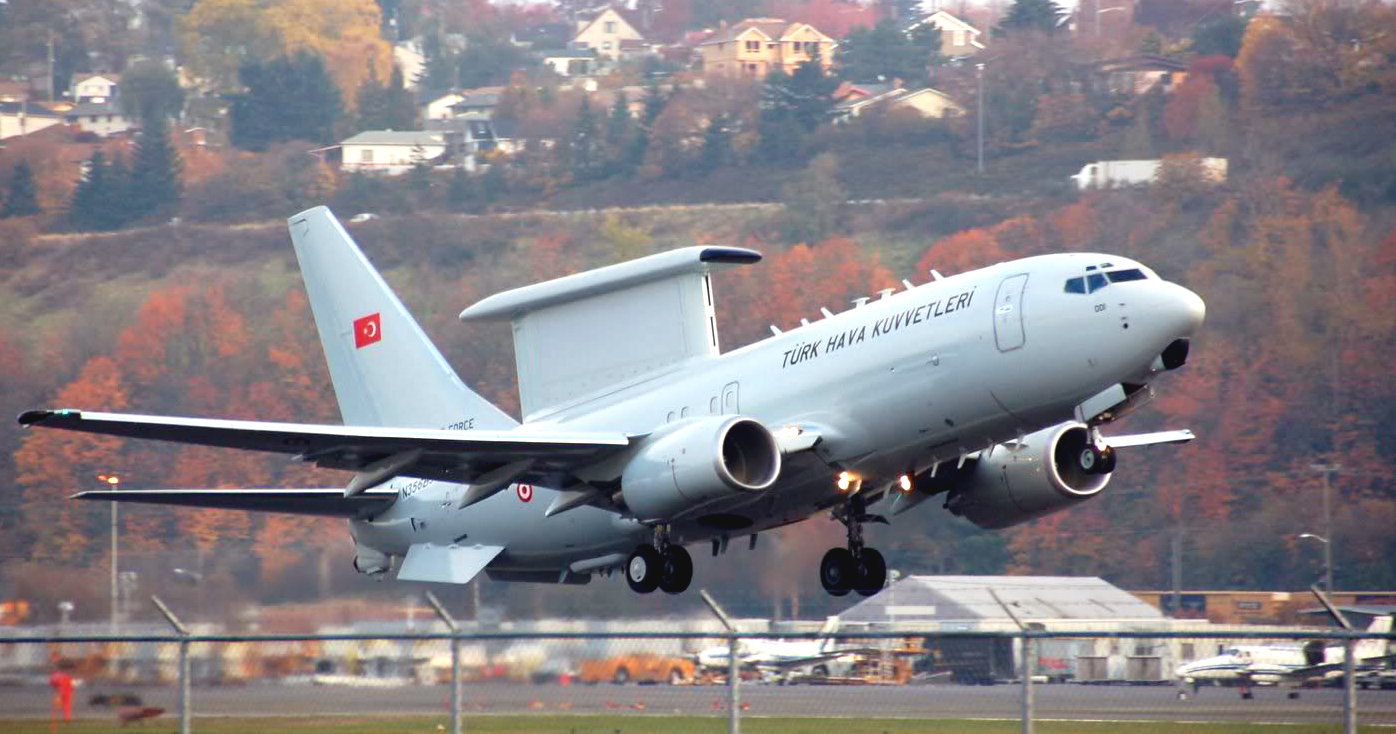
Boeing 737 AEW&C Peace Eagle